# Halmsängerartige
Die Halmsängerartigen (Cisticolidae) sind eine artenreiche, insektenfressende Singvogelfamilie, die früher als Unterfamilie der Grasmückenartigen (Sylviidae) galt.

## Merkmale
Der zylindrisch-eiförmige Körper ist klein bis mittelgroß. Die Körpergröße variiert zwischen 9 und 20 Zentimetern. Das Gefieder ist hauptsächlich braun, manchmal gelb oder grün, oft auf dem Rücken gestreift, und an der Unterseite hell, mit schwarzen oder weißen Farbakzenten versehen. Die Männchen haben ein auffälliger gemustertes Gefieder. Die Flügel sind abgerundet. Abgesehen von den kurzschwänzigen Arten der Gattung Camoroptera ist der Schwanz mittellang bis sehr lang und wird bei den meisten langschwänzigen Arten über den Rücken gespannt gehalten. Der gerade, dünne, spitze Schnabel ist kurz bis mittel. Der Kopf klein bis mittelgroß, der Hals kurz und dick. Die Füße und die dünnen Beine sind mittel bis lang.
Es gibt 26 Gattungen, 155 Arten und 529 Taxa unterhalb des Artniveaus, die im südlichen Europa, in Afrika, in Asien und in der australasiatischen Zone vorkommen. Ihr Lebensraum sind Wälder, Savannen, Grasland, Sümpfe sowie halbtrockenes und trockenes Buschland. Die Gefiederfärbung ist hell bei den waldbewohnenden Arten und dunkel bei den Arten, die offenes Gelände bewohnen.

## Systematik

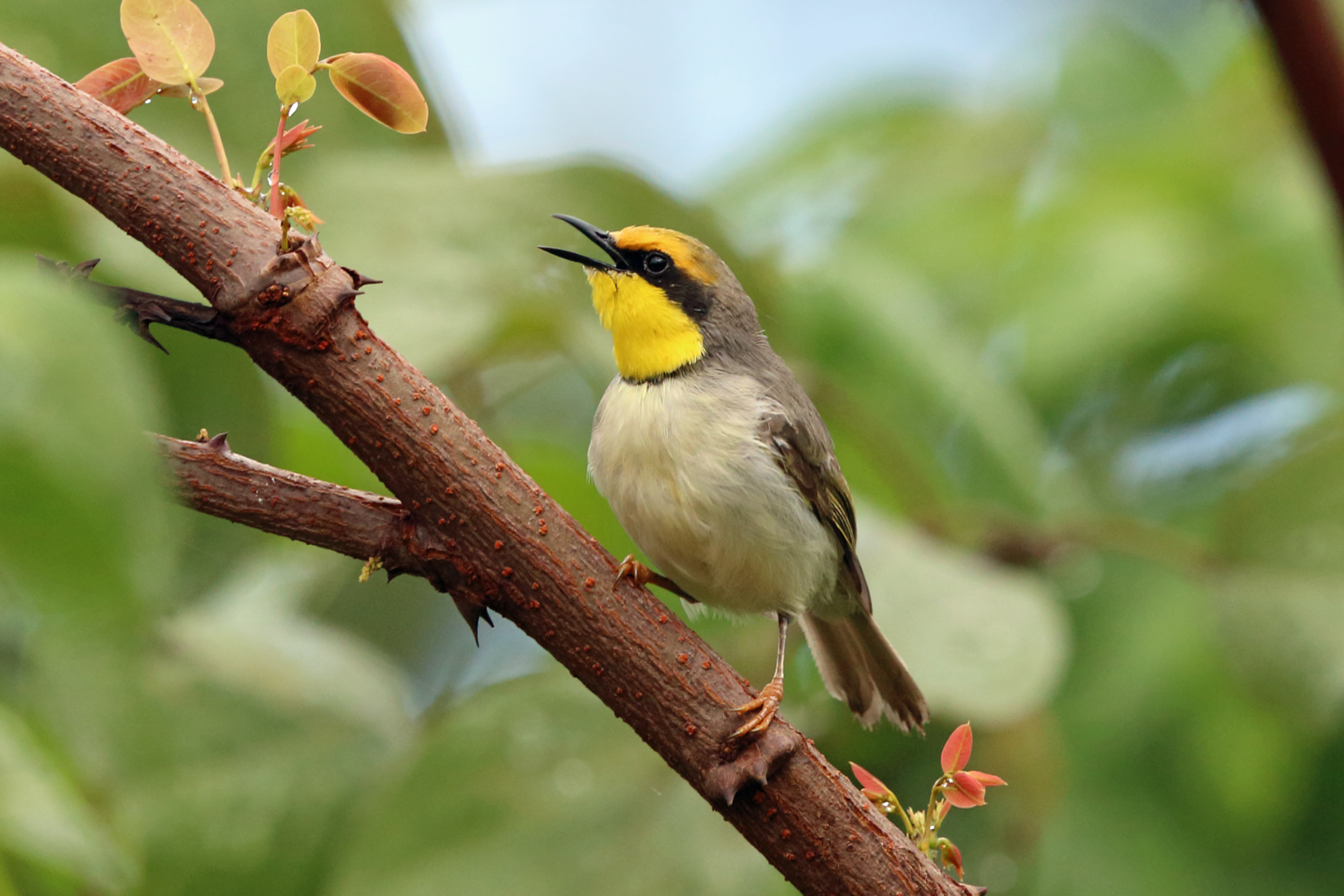
Goldkehl-Eremomela (Eremomela atricollis)

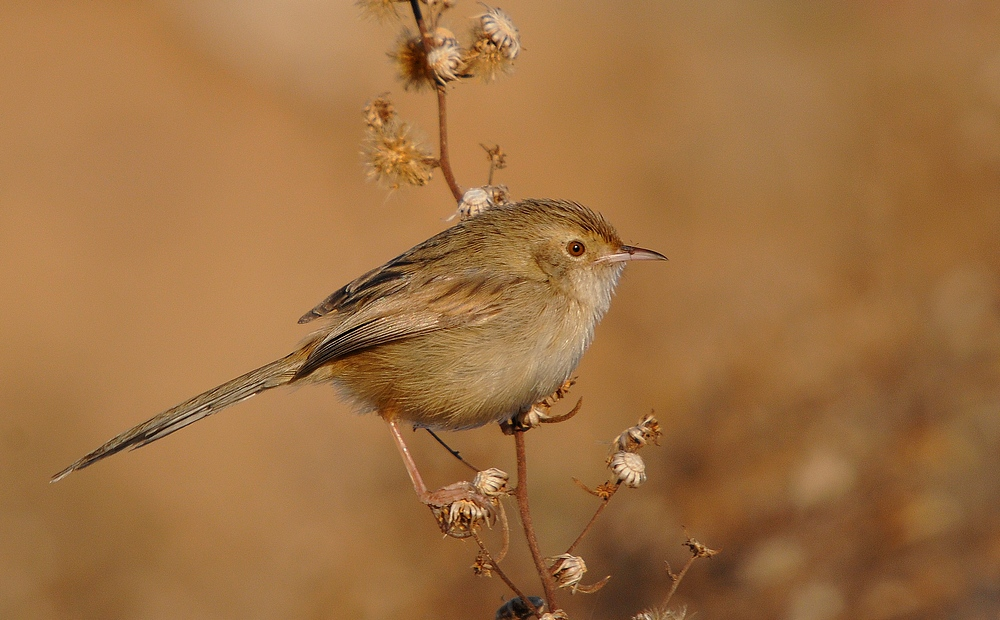
Streifenprinie (Prinia gracilis)

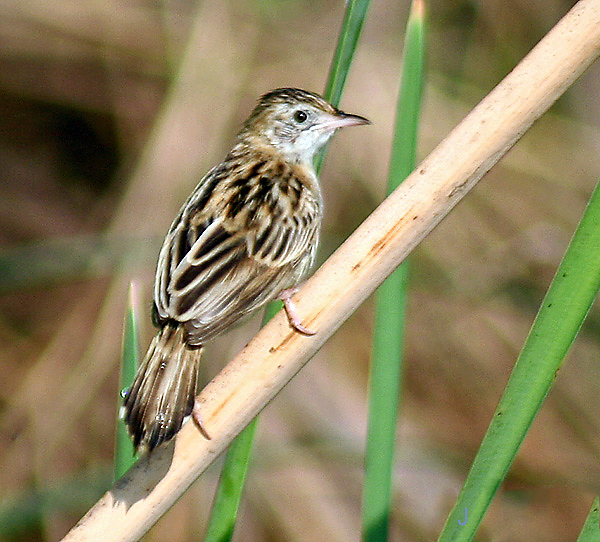
Zistensänger (Cisticola juncidis)

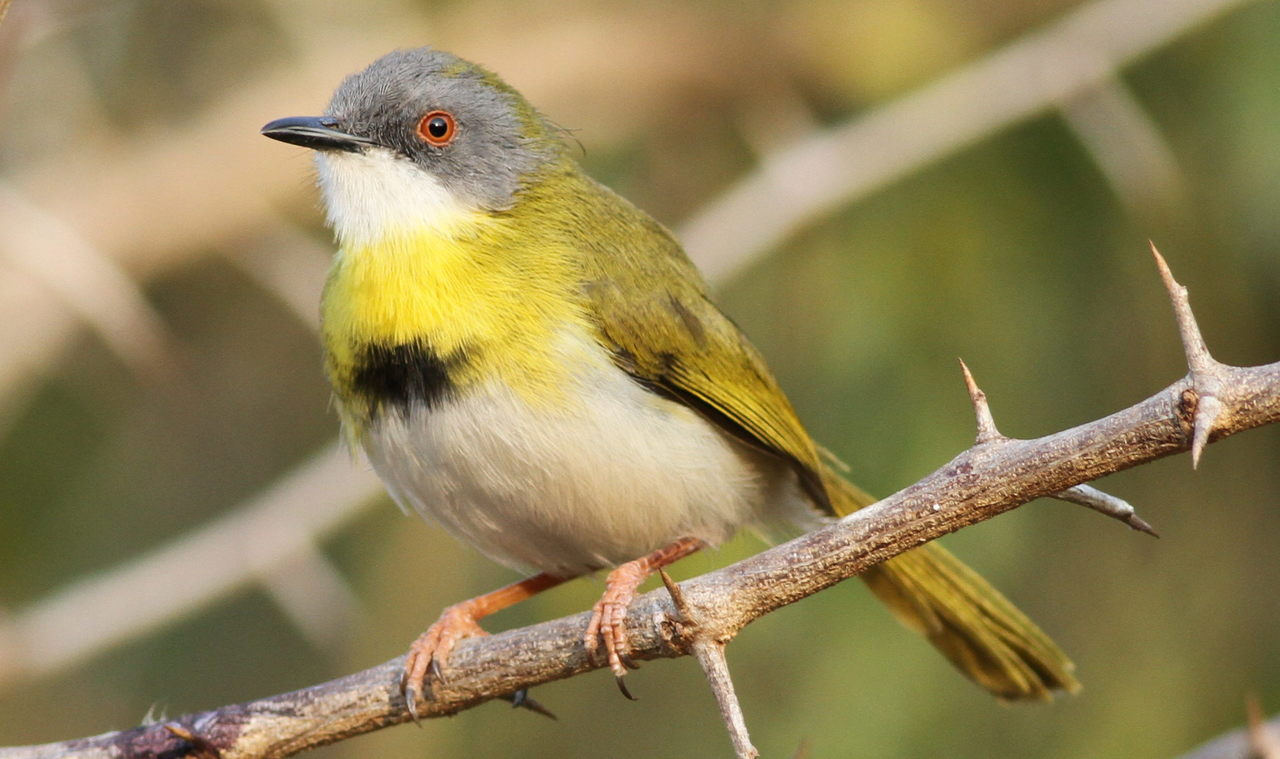
Gelbbrust-Feinsänger (Apalis flavida)

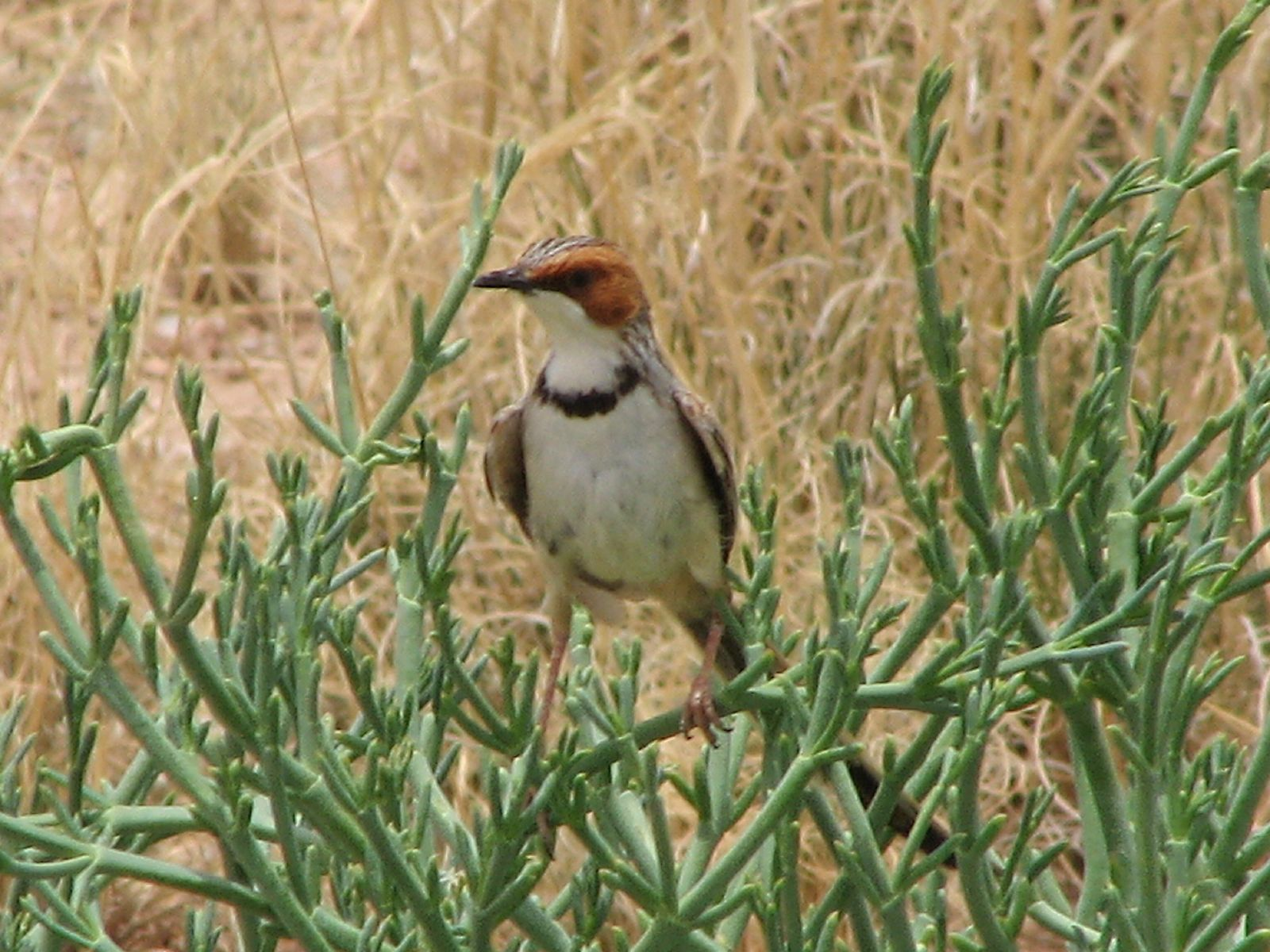
Rotohrsänger (Malcorus pectoralis)

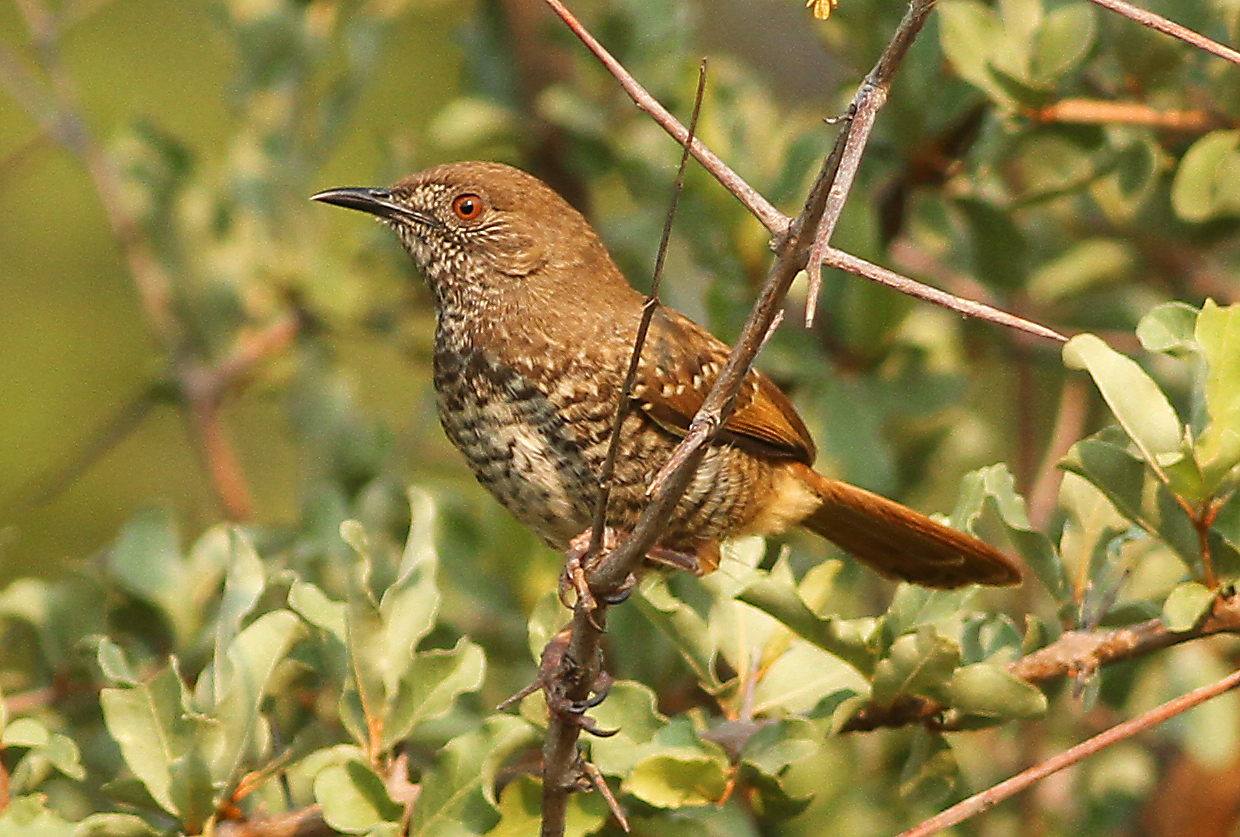
Damarabindensänger (Calamonastes fasciolatus)

Der Familie werden aktuell (2020) folgende Gattungen und Arten (Auswahl) zugeordnet:
- Neomixis – 3 Arten
- Micromacronus – 2 Arten
- Eremomela – 11 Arten
  - Goldkehl-Eremomela (Eremomela atricollis)
  - Rotkopf-Eremomela  (Eremomela badiceps)
- Drymocichla – 1 Art
  - Rotschwingensänger (Drymocichla incana)
- Schistolais – 2 Arten
- Oreophilais – 1 Art
  - Zügelfeinsänger (Oreophilais robertsi)
- Urolais – 1 Art
- Phragmacia – 1 Art
- Schneidervögel (Orthotomus) – 16 Arten
  - Rotstirn-Schneidervogel (Orthotomus sutorius)
  - Grauschneidervogel (Orthotomus ruficeps)
  - Luzonschneidervogel (Orthotomus derbianus)
  - Bergschneidervogel (Orthotomus cucullatus)
  - Schwarzkopf-Schneidervogel (Orthotomus nigriceps)
  - Rotschwanz-Schneidervogel (Orthotomus sericeus)
  - Graukopf-Schneidervogel (Orthotomus cinereiceps)
  - Samaraschneidervogel (Orthotomus samarensis)
  - Strichelschneidervogel (Orthotomus atrogularis)
  - Kambodschaschneidervogel (Orthotomus chaktomuk)
- Eigentliche Prinien (Prinia) – 24 Arten
  - Graukopfprinie (Prinia cinereocapilla)
  - Rostbauchprinie (Prinia socialis)
  - Sundaprinie  (Prinia familiaris)
  - Streifenprinie (Prinia gracilis)
  - Fleckenprinie  (Prinia maculosa)
- Zistensänger (Cisticola) – 51 Arten
  - Zistensänger (Cisticola juncidis)
  - Tanazistensänger (Cisticola restrictus)
- Incana – 1 Art
  - Hartlaubzistensänger (Incana incana)
- Malcorus
- Fuchssänger (Bathmocercus)
- Scepomycter – 1 Art
  - Rostkopf-Fuchssänger (Scepomycter winifredae)
- Hypergerus
- Eminia
- Feinsänger (Apalis)
  - Braunkopf-Feinsänger (Apalis alticola)
  - Bamendafeinsänger (Apalis bamendae)
  - Gelbbrust-Feinsänger (Apalis flavida)
  - Taita-Feinsänger (Apalis fuscigularis)
  - Gosling-Feinsänger (Apalis goslingi)
  - Namuli-Feinsänger (Apalis lynesi)
- Poliolais
- Bogenflügel (Camaroptera)
  - Hartertbogenflügel (Camaroptera harterti)
- Bindensänger (Calamonastes)
- Euryptila
- Artisornis
- Spiloptila
- Urorhipis
- Phyllolais

Der Wüstendickichtsänger (Scotocerca inquieta) wurde traditionell ebenfalls zu den Halmsängerartigen gerechnet. Auf Grundlage von molekulargenetischen Untersuchungen wird er mittlerweile in eine eigene Familie Scotocercidae in der näheren Verwandtschaft der Schwanzmeisen (Aegithalidae) und Seidensängerverwandten (Cettiidae) gestellt.